# Брянская, Полина Степановна
Поли́на Степа́новна Бря́нская (девичья фамилия Михалёва; 21 октября 1925, Иволгинский район, Бурят-Монгольская АССР — 13 марта 2025, Улан-Удэ) — советский снайпер Великой Отечественной войны; воевала на 1-м Белорусском фронте, уничтожила 28 немецких солдат.

## Биография
Полина Михалёва родилась 21 октября 1925 года в селе Ганзурино Верхнеудинского уезда Бурят-Монгольской АССР (ныне в Иволгинском районе Бурятии). Окончив 9 классов поступила в техникум. В армию мобилизована в 1943 году.
Вместе с односельчанкой Полина прибыла в Подольск, где начала учёбу в Центральной женской школе снайперской подготовки. Учёба длилась 9 месяцев. Окончив снайперские курсы, Полина была распределена на 1-й Белорусский фронт. Здесь она начала боевой путь в 236-м стрелковом полку. Участвовала в освобождении Белоруссии, Польши, дошла до Германии.
На позиции Полина Михалёва работала в снайперской паре. Всего на счету Полины 28 уничтоженных немецких солдат и офицеров. Войну закончила в немецком городе Альтенграбов.
Вернувшись после Победы домой, Полина работала в колхозе села Ганзурино. В 1948 году вышла замуж за фронтовика Александра Брянского. Заочно окончила вуз и работала бухгалтером в том же колхозе.
С 1970 года жила в Улан-Удэ.
Умерла 13 марта 2025 года на сотом году жизни.

## Награды
- Орден Отечественной войны II степени
- Медаль «За взятие Берлина»
- Медаль «За победу над Германией в Великой Отечественной войне 1941—1945 гг.»
- Медаль «За боевые заслуги»